# Südosteuropa-Gesellschaft (Wien)
Die Südosteuropa-Gesellschaft (SOEG) war eine deutsche Organisation zur Förderung der wirtschaftlichen und kulturellen Beziehungen zwischen Deutschland und den Ländern Südosteuropas. Sie wurde am 8. Februar 1940 von Reichswirtschaftsminister Walther Funk in Wien als Dachgesellschaft gegründet. Sie war eine staatliche Organisation die unmittelbar an das Reichswirtschaftsministerium gebunden war und stand in Konkurrenz zum privatwirtschaftlichen Mitteleuropäischen Wirtschaftstag (MWT).

## Aufgabenstellung und Position
Die Hauptaufgabe der SOEG bestand in der Pflege, Festigung und Ausbau der deutschen Wirtschaftsbeziehungen zu den Ländern des osteuropäischen Raumes. Sie stellte einen Brückenkopf zur Umsetzung nationalsozialistischer Wirtschaftspolitik hauptsächlich in den Balkanraum dar. Das betraf sowohl die Beschaffung von kriegswichtigen Rohstoffen, die Verlagerung von Rüstungsproduktion als auch zur Versorgung der deutschen Streitkräfte sowie der Bevölkerung des Reiches mit Nahrungsmitteln. Nach der Gründung der SOEG drängte der Präsident Baldur von Schirach auf die Auflösung des MWT und dessen Beitritt zur SOEG. Ulrich von Hassell notierte dazu am 15. Juni 1941 in seinem Tagebuch:

„Beim MWT kriselt es weiter, das heißt weniger ‚im’ als ‚um’ ihn. Scharfes Vorstoßen der von der Partei - Schirach und Funk - gedeckten, praktisch sehr wenig brauchbaren Südosteuropagesellschaft in Wien. Es wird schwer halten, sich zu behaupten“

Der Geschäftsführer der SOEG August Heinrichsbauer schrieb, der MWT habe „seine Arbeit in der Hauptsache im privatwirtschaftlichen Sinne geleistet“ demgegenüber habe die SOEG „entscheidenden Wert darauf gelegt, im Gesamtinteresse zu arbeiten“ Hermann Reusch kritisierte, der MWT sei von Tilo von Wilmowsky „sehr eindeutig auf den Export von Krupp ausgerichtet worden"“
Die Auflösung der MWT misslang. Jedoch auch die Finanzen der SOEG waren prekär. Nach dem Urteil von Carl Freytag schaffte es die SOEG nie ihr eigentliches Ziel die Industrieplanung für Südosteuropa in die Hand zu bekommen. Nach den Worten von Tilo von Wilmowsky war sie kaum mehr als ein „Wiener Frühstücks- und Vortragsklub ohne wirtschaftliche Auswirkung“. Auch Heinrichsbauer urteilte nach dem Krieg das „Windei“ SOEG habe nicht mehr als „nur die Luft bewegen“ können. Anderslautende Urteile, die der SOEG einen großen Einfluss zumessen, bezeichnet Freytag als „krasse Fehleinschätzungen“.

## Leitung
Die Leitung bestand aus:
- Walther Funk (Schirmherr)
- Baldur von Schirach (Präsident)
- August Heinrichsbauer (Hauptgeschäftsführer)
- Karl Hermann Frank (Vizepräsident)
- Walter Rafelsberger (Vizepräsident)
- Hans Blaschke (Vizepräsident)

## Präsidium
Im September 1942 gehörten dem Präsidium an:
- Wilhelm Zangen
- Albert Pietzsch
- Emil Puhl
- Gustav Schlotterer
- Carl August Clodius
- Hans Fischböck
- Franz Hayler
- Heinrich Hunke
- Philipp Wilhelm Jung
- Ernst Kaltenbrunner
- Ferdinand Schramm
- Sigfried Uiberreither
- Bernhard Adolf (Generaldirektor des Vereins für chemische und metallurgische Produktion Prag)
- Wilhelm Anselm (Amt für Technik der NSDAP Wien, Direktor der Perlmoser Zementwerke)
- Theophil Gautier (Generalleutnant, Rüstungsinspektor des Wehrkreises XVII Wien)
- Emil Kreibisch (Präsident der Wirtschaftskammer Sudetenland)
- Karl Lange (Vizepräsident der Reichsbank)
- Wilhelm Liebl (Vorsitzender des Vereins zur Wahrung der Main- und Donauschiffahrtsinteressen e.V.)
- Werner Lorenz (Präsident der Vereinigung zwischenstaatlicher Verbände und Einrichtungen)
- M. Mansfeld (Ministerialdirektor im Reichsarbeitsministerium)
- Karl Mayerzedt (Vorsitzender des Beirates der Gruppe Ernährung und Landwirtschaft der SOEG)
- Moritz (Ministerialdirektor im Reichsministerium für Ernährung und Landwirtschaft)
- Delbrügge (Präsidiumsmitglied der Gesellschaft der Freunde der Deutschen Akademie Wien)

## Angeschlossene Organisationen
Anfang September 1942 waren folgende Institute, Abteilungen, Gruppen und Arbeitskreise der SOEG angeschlossen:
- Ausschuss für wirtschafts-wissenschaftliche Planung (auch Industrieausschuss oder Zwölferausschuss genannt)
- Arbeitskreis für Donaufragen
- Photogrammatisches Institut
- Gruppe Ernährung und Landwirtschaft
- Institut für Südostrecht
- Kulturpolitischer Arbeitskreis
- Südostgemeinschaft der Wiener Hochschulen
- Großraumausschuß
- Nachrichtendienst der SOEG
- Arbeitsbereich Ulmansky mit Nebenstelle Sonderaufgaben
- Ausschuss für Fragen der Rationalisierung der Maiszüchtung in den Südoststaaten
- Auskunftsstelle der SOEG für Literatur, Bühne und Musik
- Versicherungsauschuß
- Preisausschuß
- Wiener Institut für Wirtschaftsforschung e.V.
- Wiener Institut für Verbrauchs- und Absatzforschung e.V.
- Südost-Agrarinstitut der SOEG e.V.
- Südostinstitut für Wald- und Holzforschung der SOEG
- Forschungsstelle für den Südosten an der Montanistischen Hochschule Leoben
- Gesellschaft der Freunde der Deutschen Akademie in Wien e.V.
- Südostseminar der SOEG und der Deutschen Akademie in Wien e.V.
- Verein zur Wahrung der Main- und Donauschiffahrtsinteressen e.V.
- Südost-Genossenschaftsinstitut der SOEG

## Sitz
Die erste Adresse in Wien war die Villa Fürst in der Hockegasse 73.